# Compsocryptus texensis
Compsocryptus texensis är en stekelart som beskrevs av Henry Keith Townes, Jr. 1962. Compsocryptus texensis ingår i släktet Compsocryptus och familjen brokparasitsteklar. Inga underarter finns listade i Catalogue of Life.